# Altitude (Autumn)
Altitude è il quarto album in studio del gruppo musicale gothic metal olandese Autumn, pubblicato nel 2009.

## Tracce
1. Paradise Nox – 5:31
2. Liquid Under Film Noir – 3:59
3. Skydancer – 3:42
4. Synchro-Minds – 4:19
5. The Heart Demands – 4:58
6. A Minor Dance – 5:24
7. Cascade (For a Day) – 3:54
8. Horizon Line – 4:44
9. Sulphur Rodents – 3:35
10. Answers Never Questioned – 4:01
11. Altitude – 6:18